# Nuestra Señora de Guadalupe en Monte Mario (título cardenalicio)
Nuestra Señora de Guadalupe en Monte Mario es un título cardenalicio creado por el papa Pablo VI en 1969.

## Historia
El título fue constituido entre 1928 y 1932 por las religiosas mexicanas Hijas de María Inmaculada de Guadalupe y fue erigida en parroquia en 1936 con el decreto Dominici Gregis del cardenal vicario Francesco Marchetti Selvaggiani. La parroquia está regida por el clero diocesano de Roma.

## Titulares
- Miguel Darío Miranda Gómez (1969-1986)
- Franz Hengsbach (1988-1991)
- Adolfo Antonio Suárez Rivera (1994-2008)
- Timothy Michael Dolan (2012-)